# Marquess of Hastings

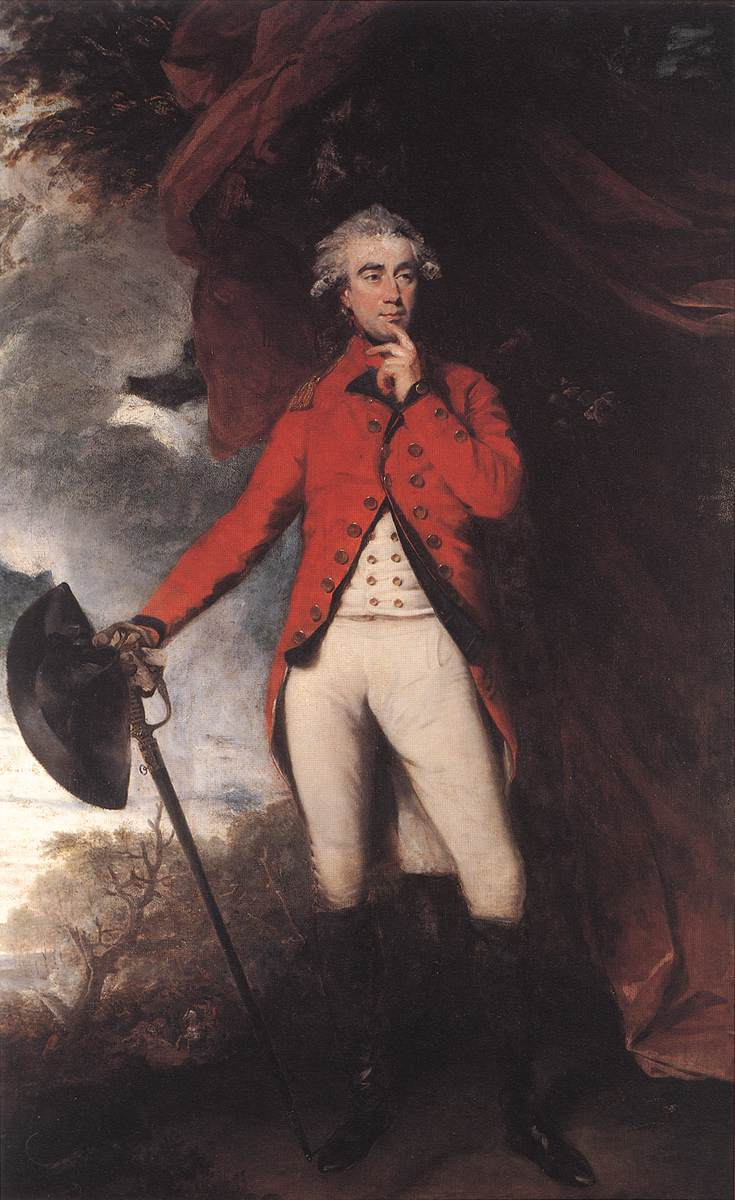
Francis Rawdon-Hastings, 1. Marquess of Hastings

Marquess of Hastings war ein erblicher britischer Adelstitel in der Peerage of the United Kingdom.

## Verleihungen
Der Titel wurde am 6. Dezember 1816 für Francis Rawdon-Hastings, 2. Earl of Moira geschaffen. Zusammen mit dem Marquessate wurden ihm die nachgeordneten Titel Earl of Rawdon und Viscount Loudoun verliehen. Alle drei Titel gehörten zur Peerage of the United Kingdom. 1783 war er bereits in der Peerage of Great Britain zum Baron Rawdon of Rawdon, in the County of York erhoben worden. Sein 1793 verstorbener Vater hinterließ ihm die diesem am 9. April 1750 und am 30. Januar 1762 in der Peerage of Ireland verliehenen Titel Baron Rawdon of Moira in the County of Down und Earl of Moira. Von seiner Mutter erbte er 1808 die in der Peerage of England per Writ of Summons geschaffenen Titel Baron Hastings (geschaffen 1461), Baron Botreaux (geschaffen 1368), Baron Hungerford (geschaffen 1426) und Baron de Moleyns (geschaffen 1449). Der 4. Marquess erbte 1858 zudem von seiner Mutter den 1324 per Writ of Summons in der Peerage of England geschaffenen Titel Baron Grey de Ruthyn.
Beim Tod des 4. Marquess am 10. November 1868 erloschen das Marquessate und die nachgeordneten Titel, mit Ausnahme der englischen Baronies by writ die in Abeyance fielen.

## Liste der Marquesses of Hastings und Earls of Moira

### Earls of Moira (1762)
- John Rawdon, 1. Earl of Moira (1720–1793)
- Francis Rawdon-Hastings, 2. Earl of Moira (1754–1826) (1816 zum Marquess of Hastings erhoben)

### Marquesses of Hastings (1816)
- Francis Rawdon-Hastings, 1. Marquess of Hastings (1754–1826)
- George Rawdon-Hastings, 2. Marquess of Hastings (1808–1844)
- Paulyn Rawdon-Hastings, 3. Marquess of Hastings (1832–1851)
- Henry Rawdon-Hastings, 4. Marquess of Hastings (1842–1868)